# Markus Arndt
Markus Arndt (né le 14 septembre 1965 à Unkel) est un physicien allemand et professeur d'université. Il enseigne la nanophysique quantique à l'Université de Vienne.

## Biographie
Markus Arndt a étudié la physique de 1985 à 1991 à l'Université de Bonn puis à l'Université Louis-et-Maximilien de Munich. Dans le cadre de son doctorat de 1991 à novembre 1994 à l'Institut Max Planck d'Optique Quantique de Garching, il a travaillé avec Antoine Weis dans le groupe de Theodor Hänsch sur la spectroscopie optique et magnéto-optique des atomes métalliques dans l'hélium liquide et solide. De 1994 à février 1995, il y travailla comme assistant de recherche jusqu'à son installation à Paris. De 1995 à 1997, il a travaillé comme boursier Feodor Lynen - et DFG - avec Jean Dalibard à l'École normale supérieure de Paris sur l'optique atomique, l'interférométrie atomique et les collisions d'atomes froids. Entre 1997 et 1999, il a été postdoctorant avec Anton Zeilinger à l'Université d'Innsbruck puis de 1999 à 2002 en tant qu'assistant universitaire d'Anton Zeilinger à l'Institut de physique expérimentale de l'Université de Vienne, où les premières expériences sur la diffraction et l'interférométrie du fullerène C60 ont été réalisées. Arndt a obtenu son habilitation en 2002 sur des sujets d'interférométrie atomique et moléculaire et a été professeur agrégé à l'Université de Vienne de 2002 à 2004. En septembre 2004, il devint professeur contractuel de nanophysique quantique à l'Université de Vienne, puis en 2008 professeur d'université pour la nanophysique quantique à la Faculté de Physique à l'université de Vienne. Son groupe de recherche se consacrait à l'étude de l'interférence des ondes de matière des molécules complexes et des nanoparticules, ainsi que de nouvelles méthodes pour la préparation et la détection de ces objets.
Markus Arndt est marié et a deux fils.

## Prix
En 2000, Arndt a reçu le prix Erich Schmid de l'Académie autrichienne des sciences (ÖAW), avec G. Springholz, ainsi que le prix Fritz Kohlrausch de la Société autrichienne de physique (ÖPG). En 2001, il obtint le prix START du Fonds pour la promotion de la recherche scientifique (FWF) et en 2008 le prix FWF Wittgenstein. En 2012, il perçut une bourse avancée du Conseil européen de la recherche (ERC). En 2013, il a reçu le prix de la ville de Vienne pour les sciences naturelles. En 2014, il a été élu membre national correspondant de la classe de mathématiques et de sciences naturelles de l'Académie autrichienne des sciences. En 2019, il obtint le prix Robert Wichard Pohl de la Société allemande de physique, et en 2020 le prix Erwin Schrödinger de l'ÖAW.